# MV Jean de La Valette
MV Jean de La Valette – szybki katamaran-prom należący oraz eksploatowany przez Virtu Ferries. Zbudowany przez stocznię Austal w latach 2009–2010, jest jednym z największych tego rodzaju statków na świecie. Do marca 2019, kiedy zastąpiony został przez MV Saint John Paul II, obsługiwał trasę z Malty do Pozzallo oraz Katanii na Sycylii, będąc morskim połączeniem Malty z resztą Europy.

## Opis
Po wybudowaniu „Jean de La Valette” był największym szybkim katamaranem na Morzu Śródziemnym i drugim co do wielkości na świecie. W 2019 został zdeklasowany przez inny katamaran Virtu Ferries, MV Saint John Paul II. Jednostka ma całkowitą długość 106,5 m, zaś długość linii wodnej wynosi 92,4 m. Jego szerokość całkowita to 23,8 m, kadłub ma głębokość 9,4 m, a zanurzenie 4,9 m. Kadłub jest aluminiowy, a nośność statku to 850 ton.
Statek poruszany jest przez cztery pędniki strumieniowe Kamewa 125SIII, a jego głównymi silnikami są cztery wysokoprężne MTU 20V 8000 M71L4. Pojemność jego zbiorników paliwa wynosi 335 000 litrów. Prędkość serwisowa statku to w przybliżeniu 39 węzłów.
Statek ma 24 członków załogi i może pomieścić 800 pasażerów. Ma dwa pokłady, z których każdy ma również miejsca siedzące na zewnątrz. Oddzielny obszar pierwszej klasy posiada salony i kilka innych udogodnień. Ładownia jednostki może pomieścić 230 samochodów. Furta rufowa i furta w bakburcie umożliwiają załadunek i rozładunek pojazdów.

## Przebieg służby

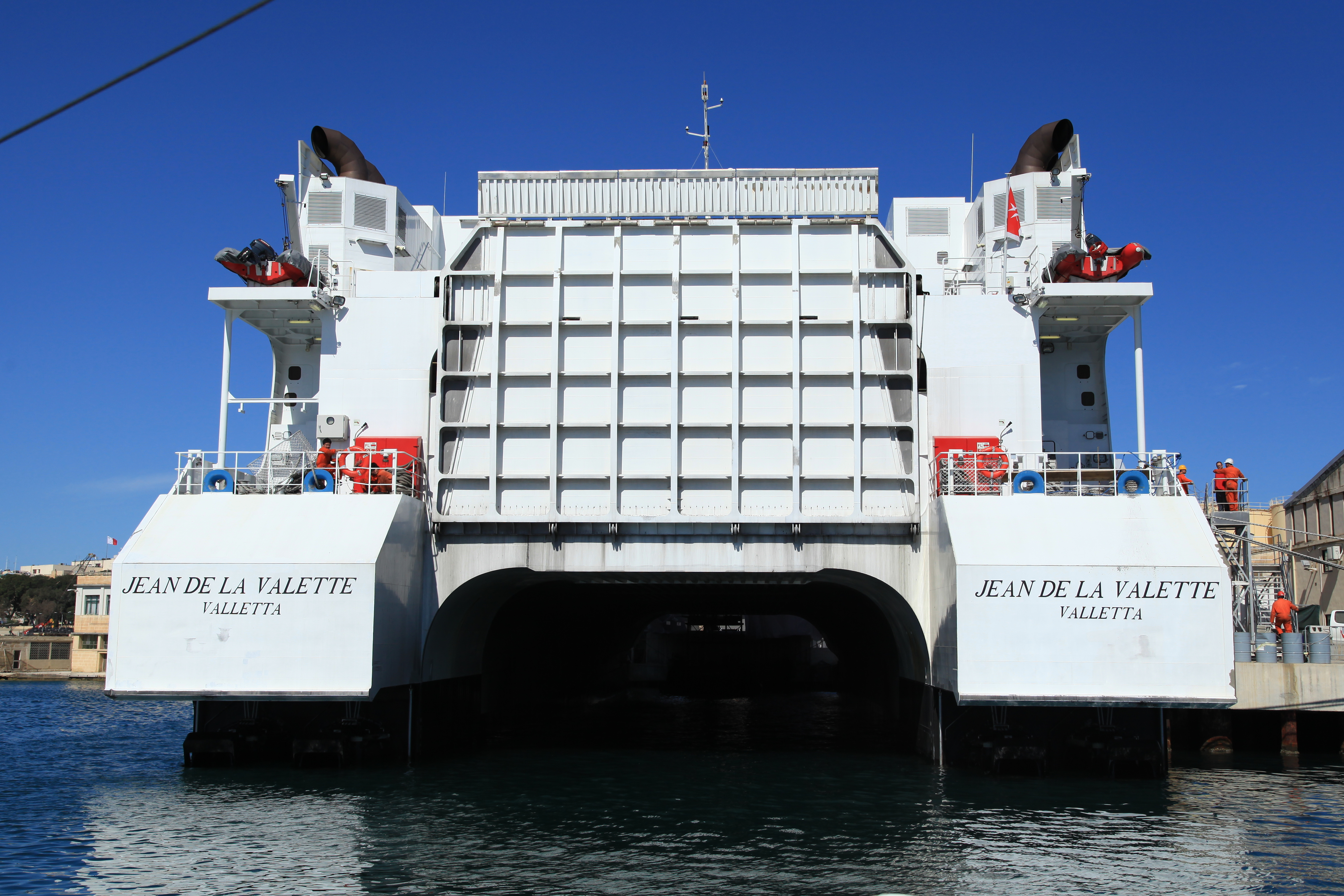
Widok statku od strony rufy

Aby zapewnić większą przepustowość ruchu towarowego i pasażerskiego między Maltą a Sycylią, Virtu Ferries zamówił katamaran w kwietniu 2009. Został on zbudowany przez stocznię Austal w Henderson w Australii Zachodniej. Był on wytwarzany w blokach modułowych, które następnie zmontowano razem, ponieważ statek był większy niż hala, w której został zbudowany. Statek został skonstruowany zgodnie z wymogami bezpieczeństwa towarzystwa klasyfikacyjnego DNV GL.
Katamaran został prawie ukończony do marca 2010, a uruchomiony został 25 kwietnia z próbami na morzu rozpoczętymi w czerwcu. W sierpniu jednostka wyruszyła z Australii na Maltę, gdzie dotarła po dwutygodniowej podróży pod własnym napędem we wrześniu 2010. Podczas tej podróży, w pobliżu Bab al-Mandab na Morzu Czerwonym, statek był ścigany przez cztery pirackie łodzie motorowe, ale łatwo udało się mu umknąć.
Jednostka rozpoczęła działalność w dniu 4 października 2010, stając się statkiem flagowym Virtu Ferries, zajmując miejsce katamaranu „Maria Dolores”, używanego od 2006. Operuje na trasach Malta - Pozzallo oraz  Malta - Catania, na których podróże trwają odpowiednio 90 minut i 3 godziny. Rejsy odbywają się wielokrotnie w ciągu jednego dnia, a statek wykonał 1006 rejsów w 2017.
6 sierpnia 2015 katamaran zderzył się z molo w Pozzallo i został wyłączony z eksploatacji na około tydzień, do czasu wykonania niezbędnych napraw.
W marcu 2019 większy katamaran, MV Saint John Paul II, zastąpił „Jean de La Valette” na trasie Malta-Sycylia.

## Upamiętnienie
Statek został przedstawiony na maltańskim znaczku pocztowym, wydanym 10 sierpnia 2011. 7 listopada 2011 MaltaPost zainstalowała na pokładzie katamaranu skrzynkę pocztową, a poczta wysłana tam jest oznaczona jako paquebot. 